# بخش مرکزی شهرستان سبزوار

موقعیت در شهرستان

بخش مرکزی شهرستان سبزوار یکی از بخش‌های شهرستان سبزوار در استان خراسان رضوی ایران است. مساحت این بخش ۲۲۷۵ کیلومتر مربع است.

## تقسیمات کشوری
- بخش مرکزی شهرستان سبزوار
  - دهستان رباط
  - دهستان قصبه شرقی
  - دهستان قصبه غربی
  - دهستان کراب

شهرها: سبزوار

## جمعیت
بنابر سرشماری مرکز آمار ایران، جمعیت بخش مرکزی شهرستان سبزوار در سال ۱۳۹۵ برابر با ۲۶۸۶۴۲ نفر بوده است.